# Motorový softstartér

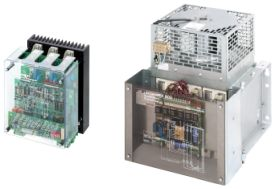
Příklady elektronických softstartérů

Motorový softstartér je zařízení používané v elektrotechnice, které má za cíl dočasně krátkodobě omezit krouticí moment a snížit přetížení při spouštění motorů (asynchronních nebo stejnosměrných). Tato zařízení umožňují měkké spuštění motoru neboli softstart, který eliminuje namáhání mechanických částí motoru (hřídele atd.) a zabraňuje výkyvům elektrického napětí v distribuční síti. Softstartéry bývají často používány jako alternativa k frekvenčním měničům.
Softstartéry mohou být mechanické nebo elektronické. Mechanické softstartéry slouží obvykle pouze ke snížení krouticího momentu. Mohou to být zařízení využívající mechanické spojky, spřáhla nebo hydrodynamické spojky. Elektronické softstartéry zajišťují plynulé spuštění samotného motoru. Omezují spouštěcí proud (a pokles napětí v distribuční síti) a tím eliminují mechanické rázy, které by při přímém spouštění motoru vznikly a způsobovaly opotřebení jeho mechanických částí. Při spouštění motoru řídí tok proudu a regulují velikost napětí. U třífázových motorů jsou elektronické softstartéry nejčastěji konstruovány jako soustava tří párů tyristorů v reverzním zapojení (antiparalelním zapojení) pro řízení každé fáze zvlášť. Pro stejnosměrné motory lze využít řízení pulsně-šířkovou modulací (PWM) pomocí tranzistoru. Pro oba typy motorů lze univerzálně využít odporový softstarter, kdy se motor připojí do sítě nejprve přes odpor, který je po rozběhnutí motoru vyřazen (přemostěn) časovým relé.
Softstartéry bývají často používány jako alternativa k frekvenčním měničům. Zatímco frekvenční měniče umožňují kromě plynulého spuštění motoru také plynule regulovat otáčky motoru (měnit jeho frekvenci), softstartéry slouží pouze k plynulému rozběhu motoru. Používají se v aplikacích, kde není potřeba otáčky regulovat a jde jen o omezení spouštěcích jevů. U všech řešení softstarteru je toho docíleno snížením záběrného momentu motoru.